# Puente Mercosur
Die Puente Mercosur ist die im Bau befindliche Dritte Brücke über den Orinoco (spanisch Tercer puente sobre el río Orinoco), wie sie häufig genannt wird. Sie wird in der Nähe des kleinen Ortes Cabruta im Bundesstaat Guárico den Orinoco überqueren und dadurch das am Südufer liegende Caicara del Orinoco sowie einen großen Teil des Bundesstaates Bolívar mit dem nördlichen Teil von Venezuela verbinden. Zwischen Cabruta und Caicara verkehrt gegenwärtig eine nicht sehr leistungsfähige Autofähre.
Mit dem Bau der Brücke wurde 2006 begonnen, wobei eine Bauzeit von rund fünf Jahren geplant war. Verschiedene Probleme, vor allem finanzieller Art, führten zu einer Verschiebung des Fertigstellungstermins auf 2016. Wohl auch infolge der Bestechungsaffäre, in die der brasilianische Baukonzern und Generalunternehmer Odebrecht 2016 verwickelt war, konnte der Termin nicht eingehalten werden. Ein neuer Termin ist derzeit (März 2017) nicht bekannt. Eine Zeitung berichtete, dass die Dritte Brücke über den Orinoco inzwischen 20 mal so teuer sei wie die kürzlich eröffnete Beipanjiang-Brücke in China, die höchste Brücke der Welt, die in nur etwas mehr als drei Jahren gebaut worden sei.
Die erste Brücke über den Orinoco, die stromabwärts bei Ciudad Bolívar stehende Puente de Angostura, ist über die Nationalstraße 19 etwa 360 km weit entfernt, die Puente Orinoquia bei Ciudad Guayana steht weitere 120 km flussabwärts.

## Das Projekt
Die von Hugo Chávez so genannte Puente Mercosur soll den Verkehr im Rahmen des Mercosur, vor allem zwischen Venezuela und Brasilien fördern und dazu die Nationalstraße 12 und gegebenenfalls eine noch zu bauende Eisenbahnstrecke über den Fluss führen.
Als Generalunternehmer für die Planung und den Bau des Projektes wurde, wie schon bei der Puente Orinoquia, das seit längerem auch in Venezuela tätige brasilianische Bauunternehmen Construtora Norberto Odebrecht beauftragt, das seinerseits Leonhardt, Andrä und Partner mit der Planung der Schrägseilbrücke und das brasilianische Ingenieurbüro Figueiredo Ferraz mit den Planungen für alle anderen Brückenabschnitte beauftragte. Wie bei so großen Projekten üblich, wurden daneben eine Reihe weiterer Ingenieurbüros eingeschaltet.
Der Orinoco ist an der Baustelle bei Niedrigwasser über 2 km breit; während der regelmäßigen Hochwasserperioden mit bis zu 12 m höherem Wasserstand überflutet er jedoch das umliegende Schwemmland bis zu einer Breite von 15 km.
Das Projekt besteht aus einer Schrägseilbrücke als zentralem Teil der 2280 m langen Flussbrücke, an die sich im Norden 4020 m lange und im Süden 4825 m lange Vorlandbrücken und Zufahrtsviadukte anschließen. Dieses insgesamt 11,125 km lange Brückenbauwerk wird im Norden durch eine rund 11 km lange Straße mit der Nationalstraße 12 verbunden; im Süden stellt eine 3,25 km lange Straße den Anschluss an den dortigen Teil der Nationalstraße her.
Die Brücke wird vier Fahrspuren und die Voraussetzungen für den späteren Einbau eines Eisenbahngleises im unteren Teil des Fahrbahnträgers haben.
Odebrecht meldete im März 2015, dass der südliche Pylon fertiggestellt sei.  Auf Fotos ist zu ersehen, dass außerdem die meisten Brückenpfeiler erstellt sind und Teile des Überbaus zum späteren Einhängen bzw. Einschieben bereitstehen. Nach den örtlichen Medien entspricht dies einem Fertigstellungsgrad von 67 %.

## Technische Einzelheiten

### Flussbrücke
Die in der Flussmitte stehende 840 m lange Schrägseilbrücke hat eine Mittelöffnung von 360 m und je zwei Seitenöffnungen von 120 m. Sie wird auf beiden Seiten ergänzt um je sechs Brückenfelder mit ebenfalls 120 m weiten Öffnungen, woraus sich die Gesamtlänge der Flussbrücke von 2280 m ergibt.
Die beiden 135,5 m hohen Pylone aus Stahlbeton überragen das Brückendeck um 82 m. Mit ihrer Diamantenform umfassen sie das Brückendeck, das auf einem starken Querriegel aus Spannbeton aufliegt. Sie laufen in einen senkrechten Pylonkopf aus, in dem eine vorgefertigte Stahlbox mit den Verankerungen für die Schrägkabel eingebaut ist.
Die Schrägkabel sind in Längsrichtung mittig und als Doppelkabel angeordnet. Sie sind am Pylon in Abständen von 2 bis 3 m und am Brückendeck in Abständen von 10 m verankert, wobei zwischen dem Pylon und den Schrägseilen ein Fenster von 35 m verbleibt. Die Anordnung der Schrägseile reicht bis in die Mitte der zweiten Seitenöffnung.
Die Pylone wie auch sämtliche Pfeiler des Brückenbauwerks sind auf Großbohrpfählen gegründet, die bis in eine Tiefe von 90 m reichen.
Das Brückendeck besteht aus dreifeldrigen Durchlaufträgern mit Stützweiten von 120 m und mit einer stählernen, 9,8 m breiten und 10,3 m hohen Fachwerkkonstruktion, in der später das Eisenbahngleis verlegt werden kann. Der Untergurt hat eine 5,9 m breite und 25 cm dicke Betonplatte auf einem durchgehenden Bodenblech, das mit Längssteifen und Querträgern verstärkt ist. Der Obergurt besteht aus einer 30 cm dicken Verbundplatte auf einem durchgehenden, ausgesteiften Deckblech, das auf beiden Seiten auf Kragträgern jeweils 5,5 m über die Fachwerke auskragt und damit eine Breite von 21 m hat.
Zum Bau wird das Brückendeck in 60 m langen, weitgehend vorgefertigten Teilen mit Schubverbänden auf dem (nicht ganzjährig befahrbaren) Fluss angeliefert und auf den in der Verlängerung der Brückenachse eingerichteten Montageplätzen zu 360 m langen und 9000 t wiegenden Einheiten zusammengebaut. Diese Einheiten werden anschließend in Abschnitten von je 120 m auf den Pfeilern und den Pylonen über den Fluss vorgezogen, bis sie 120 m in die Hauptöffnung ragen. Danach werden die äußeren Schrägseile gespannt, die Verbunddecken betoniert und nach dem Erhärten des Betons die restlichen Schrägkabel gespannt. Zum Schluss wird das noch fehlende 120 m lange und 2400 t wiegende Mittelstück auf Pontons eingeschwommen, mit vier Litzenhebern an seinen endgültigen Platz gehoben und mit dem Brückendeck verbunden sowie die Verbunddecken auf diesem Stück betoniert und die letzten Schrägseile gespannt.

### Vorlandbrücken
Die Eisenbahnstrecke soll an den beiden Enden der Flussbrücke in seitlichen Kurven aus der Brückenachse ausgeleitet werden. Deshalb haben die je 940 m langen Vorlandbrücken nicht mehr den großen Fachwerkträger, sondern einen stählernen Plattenbalkenträger mit Querversteifungen, der eine Breite von 19,2 m hat. Auf beiden Seiten des Flusses wird es je 15 Brückenfelder mit Pfeilerachsabständen von 60 m und ein Feld mit 40 m geben.

### Zufahrtsviadukte
In den zu den trockenen Gebieten überleitenden Bereichen werden – ebenfalls auf Pfahlgründungen – Viadukte mit Feldweiten von 35 m gebaut: im Norden 88 Felder mit einer Gesamtlänge von 3080 m und im Süden 111 Felder mit einer Gesamtlänge von 3885 m. In jedem Feld werden 5 parallele, vorgefertigte, U-förmige Spannbetonträger eingehängt, auf die das 19,20 m breite Fahrbahndeck aus Stahlbeton aufgebracht wird.